# Brazylia na Mistrzostwach Świata w Lekkoatletyce 2017
Brazylia na Mistrzostwach Świata w Lekkoatletyce 2017 – reprezentacja Brazylii podczas mistrzostw świata w Londynie liczyła 36 zawodników, którzy zdobyli 1 medal.

## Zdobyte medale
| Medal | Zawodnik    | Konkurencja   | Rezultat | Data        |
| ----- | ----------- | ------------- | -------- | ----------- |
| brąz  | Caio Bonfim | chód na 20 km | 1:19:04  | 13 sierpnia |

## Skład reprezentacji
Mężczyźni
| Zawodnik                                                        | Konkurencja                   | Eliminacje | Eliminacje | Półfinał | Półfinał | Finał    | Finał   |
| Zawodnik                                                        | Konkurencja                   | Rezultat   | Pozycja    | Rezultat | Pozycja  | Rezultat | Pozycja |
| --------------------------------------------------------------- | ----------------------------- | ---------- | ---------- | -------- | -------- | -------- | ------- |
| Aldemir da Silva Junior                                         | bieg na 200 metrów            | 20,82      | 36.        | NQ       | NQ       | NQ       | NQ      |
| Lucas Carvalho                                                  | bieg na 400 metrów            | 45,86      | 28.        | NQ       | NQ       | NQ       | NQ      |
| Thiago André                                                    | bieg na 800 metrów            | 1:47,22    | 28. Q      | 1:45,83  | 6. q     | 1:46,30  | 7.      |
| Thiago André                                                    | bieg na 1500 metrów           | DNS        | DNS        | NQ       | NQ       | NQ       | NQ      |
| Altobeli da Silva                                               | bieg na 3000 m z przeszkodami | 8:31,82    | 21.        | —        | —        | NQ       | NQ      |
| Éder Antônio Souza                                              | bieg na 110 m przez płotki    | 13,56      | 23. Q      | 13,70    | 19.      | NQ       | NQ      |
| Hederson Estefani                                               | bieg na 400 m przez płotki    | 50,22      | 25.        | NQ       | NQ       | NQ       | NQ      |
| Márcio Teles                                                    | bieg na 400 m przez płotki    | 49,41      | 6. Q       | DNF      | DNF      | NQ       | NQ      |
| Lucas Carvalho Alexander Russo Anderson Henriques Hugo de Sousa | sztafeta 4 × 400 m            | 3:04,02    | 13.        | —        | —        | NQ       | NQ      |
| Caio Bonfim                                                     | chód na 20 km                 | —          | —          | —        | —        | 1:19:04  | brąz    |

| Zawodnik               | Konkurencja    | Kwalifikacje | Kwalifikacje | Finał | Finał   |
| Zawodnik               | Konkurencja    | Wynik        | Pozycja      | Wynik | Pozycja |
| ---------------------- | -------------- | ------------ | ------------ | ----- | ------- |
| Fernando Ferreira      | skok wzwyż     | 2,29         | 17.          | NQ    | NQ      |
| Talles Frederico Silva | skok wzwyż     | 2,29         | 13.          | NQ    | NQ      |
| Paulo Sérgio Oliveira  | skok w dal     | 7,53         | 27.          | NQ    | NQ      |
| Mateus Daniel de Sá    | trójskok       | 16,10        | 27.          | NQ    | NQ      |
| Darlan Romani          | pchnięcie kulą | 20,21        | 15.          | NQ    | NQ      |
| Wagner Domingos        | rzut młotem    | 71,69        | 24.          | NQ    | NQ      |
| Allan Wolski           | rzut młotem    | 72,51        | 19.          | NQ    | NQ      |

Dziesięciobój
| Zawodnik               | Konkurencja | 100 m | LJ  | SP  | HJ | 400 m | 110H | DT | PV | JT | 1500 m | Wynik | Pozycja |
| ---------------------- | ----------- | ----- | --- | --- | -- | ----- | ---- | -- | -- | -- | ------ | ----- | ------- |
| Luiz Alberto de Araújo | Rezultat    | 11,07 | NM  | DNS | –  | –     | –    | –  | –  | –  | –      | DNF   | DNF     |
| Luiz Alberto de Araújo | Punkty      | 845   | 0   | 0   | –  | –     | –    | –  | –  | –  | –      | DNF   | DNF     |
| Jefferson Santos       | Rezultat    | DNS   | DNS | DNS | –  | –     | –    | –  | –  | –  | –      | DNF   | DNF     |
| Jefferson Santos       | Punkty      | 0     | 0   | 0   | –  | –     | –    | –  | –  | –  | –      | DNF   | DNF     |

Kobiety
| Zawodniczka                                                                 | Konkurencja                | Eliminacje | Eliminacje | Półfinał | Półfinał | Finał    | Finał   |
| Zawodniczka                                                                 | Konkurencja                | Rezultat   | Pozycja    | Rezultat | Pozycja  | Rezultat | Pozycja |
| --------------------------------------------------------------------------- | -------------------------- | ---------- | ---------- | -------- | -------- | -------- | ------- |
| Rosângela Santos                                                            | bieg na 100 metrów         | 11,04      | 4. Q       | 10,91    | 3. Q     | 11,06    | 7.      |
| Rosângela Santos                                                            | bieg na 200 metrów         | 23,34      | 20. Q      | DSQ      | DSQ      | NQ       | NQ      |
| Vitória Cristina Rosa                                                       | bieg na 200 metrów         | 23,26      | 17. Q      | 23,31    | 19.      | NQ       | NQ      |
| Fabiana Moraes                                                              | bieg na 100 m przez płotki | 13,40      | 36.        | NQ       | NQ       | NQ       | NQ      |
| Franciela Krasucki Ana Cláudia Silva Vitória Cristina Rosa Rosângela Santos | sztafeta 4 × 100 m         | 42,77      | 7. Q       | —        | —        | 42,63    | 7.      |
| Érica de Sena                                                               | chód na 20 km              | —          | —          | —        | —        | 1:26:59  | 4.      |
| Nair da Rosa                                                                | chód na 50 km              | —          | —          | —        | —        | DNF      | DNF     |

| Zawodniczka        | Konkurencja    | Kwalifikacje | Kwalifikacje | Finał | Finał   |
| Zawodniczka        | Konkurencja    | Wynik        | Pozycja      | Wynik | Pozycja |
| ------------------ | -------------- | ------------ | ------------ | ----- | ------- |
| Eliane Martins     | skok w dal     | 6,46         | 12. q        | 6,52  | 11.     |
| Tânia da Silva     | trójskok       | 13,74        | 21.          | NQ    | NQ      |
| Geísa Arcanjo      | pchnięcie kulą | 17,79        | 12. q        | 18,03 | 9.      |
| Andressa de Morais | rzut dyskiem   | 62,80        | 8. Q         | 60,00 | 11.     |
| Fernanda Martins   | rzut dyskiem   | 58,51        | 16.          | NQ    | NQ      |
| Laila e Silva      | rzut oszczepem | 60,54        | 18.          | NQ    | NQ      |

Siedmiobój
| Zawodniczka     | Konkurencja | 100H  | HJ   | SP    | 200 m | LJ   | JT    | 800 m   | Wynik | Pozycja |
| --------------- | ----------- | ----- | ---- | ----- | ----- | ---- | ----- | ------- | ----- | ------- |
| Vanessa Spínola | Rezultat    | 14,94 | 1,68 | 12,12 | 25,15 | 5,23 | 39,36 | DNF     | 4500  | 29.     |
| Vanessa Spínola | Punkty      | 850   | 830  | 669   | 873   | 623  | 655   | 0       | 4500  | 29.     |
| Tamara de Sousa | Rezultat    | 14,16 | 1,74 | 13,69 | 24,64 | 5,69 | 40,65 | 2:34,03 | 5631  | 24.     |
| Tamara de Sousa | Punkty      | 956   | 903  | 773   | 920   | 756  | 680   | 643     | 5631  | 24.     |